# ズーランダー
『ズーランダー』（英: Zoolander）は2001年製作のアメリカ映画である。ファッションモデル界を舞台にしたコメディで、「3％の体脂肪率。1％の知能。」が公開時のコピー。多くの俳優・有名人が実名でカメオ出演している。

## ストーリー
男性ファッションモデル界のトップスター、デレク・ズーランダー（ベン・スティラー）。彼はキメ顔「ブルー・スティール」を武器に、長い間男性モデルの第一人者として君臨していた。しかしある年、デレクはついに、モデル・オブ・ザ・イヤーでライバルのハンセル（オーウェン・ウィルソン）に敗れてしまう。落ち込んでいる彼を慰めようとした3人の友人たちと、スターバックスにオレンジ・モカ・フラペチーノを飲みに行くが、帰り道にガソリンスタンドでの爆発事故で友人たちを亡くしてしまう。
ついにモデル稼業に限界を感じたデレクはリタイヤし、故郷に戻って家族の絆を確かめようとするが、炭鉱夫である父親や兄弟はデレクにいい顔をしない。そんな時、今をときめくファッション・デザイナーのムガトゥ（ウィル・フェレル）が新しいコレクションにデレクを使いたいと言い始める。しかしムガトゥには別の目的があった。頭が空っぽなファッションモデルは暗示をかけやすく暗殺者に最適で、現代史の陰にはファッションモデルの姿があったという。ムガトゥはデレクに最高の暗殺者としての資質を見出したのだった。ムガトゥは、縫製工場での児童労働禁止を訴えてファッション業界に打撃を与えようとしているマレーシアの首相を暗殺するべく、デレクにトレーニングを施すふりをして催眠術をかけてしまう。デレクは引退を発表して数日で新たなショーへの出演が決定し、ムガトゥによってその席でマレーシア首相を殺すように刷り込まれる。
『タイム』誌の記者であるマチルダ（クリスティン・テイラー）は、正体を隠して接触してきた手タレ・プルウィットから、ムガトゥについて調べるよう伝えられる。ムガトゥの雇ったファッション・モデルが、若くして怪死していることに気付いた彼女は、彼らの死亡を伝える記事に、ムガトゥの秘書・カティンカ（ミラ・ジョヴォヴィッチ）の姿を見つける。マチルダはデレクの身に危険が迫っていると察し、彼をかくまってもらおうとハンセルの家を訪ねる。
モデル・オブ・ザ・イヤーの一件と前夜の対決で険悪な仲になっていたデレクとハンセルだが、ハンセルがデレクに憧れてモデルを目指したことが分かり、あっさり仲直りする。マチルダを含めた3人は、デレクの所属事務所社長・モーリーのパソコンに証拠が残されていると考える。デレクとハンセルは変装してモーリーのオフィスに忍び込むが、パソコンの起動法が分からず、問題のファイルを見つけることができない。その内にショーの時間が迫り、デレクは「ショーには遅刻したことがない」と会場に向かってしまう。
ハンセルから連絡を受けたマチルダは会場に向かうが、カティンカに見つかり身動きが取れない。その間にショーが始まり、会場の音楽がデレクを刺激して首相を殺そうとする。会場に駆けつけたハンセルがDJと格闘し、何とか音楽を止めるが、一方で証拠の入ったモーリーのパソコンを破壊してしまう。デレクが使い物にならないと悟ったムガトゥは、証拠が消えたことを盾に、自ら手裏剣で首相を殺そうとする。その瞬間、デレクの新しい決め顔「マグナム」が決まり、この力で手裏剣をはじき返す。また会場のモーリーが、データにはバックアップがあると宣言し、ムガトゥらは御用となる。
ラストシーンでは、デレクがマチルダと結婚して息子を儲けたことと、モデル学校を設立し、ハンセル・モーリー・プルウィットらとモデル育成に勤しんでいることが明かされる。

## キャスト
※括弧内は日本語吹替
- デレク・ズーランダー - ベン・スティラー（堀内賢雄）

ファッションモデル界のトップスター。ベストモデル賞を数年連続で受賞する実力者。「ブルースティール」という決め顔が武器。あまり頭が良くない。家族は炭鉱での仕事を生業としている。
- マチルダ・ジェフリーズ - クリスティン・テイラー（松本梨香）

『タイム』誌の記者。一連の怪しい動きを取材している。
- ハンセル - オーウェン・ウィルソン（森川智之）

デレクのライバル。ベストモデル賞を受賞する。実はデレクに憧れており、デレクの手伝いをするようになる。
- ジャコビ・ムガトゥ - ウィル・フェレル（岩崎ひろし）

ファッションデザイナー。首相を暗殺する計画を企てる。デレクを騙したうえで仕事を依頼する。
- カティンカ - ミラ・ジョヴォヴィッチ（雨蘭咲木子）

ムガトゥの秘書。
- モーリー・ボールスタイン - ジェリー・スティラー（宝亀克寿）

モデル事務所の社長。暗殺計画に加担する悪人。しかし、罪悪感はあった模様。
- J・P・プルウィット - デイヴィッド・ドゥカヴニー（中村秀利）

ハンドモデル。過去にムガトゥと仕事をしていた。
- ラリー・ズーランダー - ジョン・ヴォイト（後藤哲夫）

デレクの父。
- ルーク・ズーランダー - ヴィンス・ヴォーン（台詞なし）

デレクの兄。
- スクラッピー・ズーランダー - ジュダ・フリードランダー（台詞なし）

デレクの弟。
- トッド - ネイサン・リー・グレアム（多田野曜平）

黒人男性。デレクのモデル仲間。
- プリント - アレクサンドル・マニング（多田野曜平）

アジア人男性。デレクのモデル仲間。
- ルーファス - アシオ・ハイスミス（遠藤純一）

黒人男性。デレクのモデル仲間。
- ミーカス - アレクサンダー・スカルスガルド（横堀悦夫）

白人男性。デレクのモデル仲間。
- ハッサン - ウッドロー・W・アサイ（水野龍司）

マレーシアの首相に新たに就任した。労働可能な年齢を引き上げる法案を出している。
- モーリス - ジャバズ・リチャードソン（隅本吉成）
- デビルDJ - ジャスティン・セロー
- オルガ - アンディ・ディック
- ジョン・ウィルクス・ブース - ジェームズ・マースデン（台詞なし）
- 反対運動家（すずき紀子）
- 女性リポーター（重松朋）
- ドナルド・トランプ - 本人（後藤哲夫）
- クリスチャン・スレーター - 本人（多田野曜平）
- トム・フォード - 本人（隈本吉成）
- キューバ・グッディング・Jr - 本人（楠大典）
- ナタリー・ポートマン - 本人（落合るみ）
- レニー・クラヴィッツ - 本人（遠藤純一）
- グウェン・ステファニー - 本人
- ウィノナ・ライダー - 本人（朴璐美）
- ビリー・ゼイン - 本人（楠大典）
- マーク・ロンソン - 本人
- パリス・ヒルトン - 本人
- デヴィッド・ボウイ - 本人（田原アルノ）
- タイソン・ベックフォード - 本人
- ルーカス・ハース
- カルマン・キャス

### 日本語版制作スタッフ
- 演出：蕨南勝之
- 翻訳：岩本令
- 制作：東北新社

## カメオ出演
- デヴィッド・ボウイ（田原アルノ）
- トム・フォード
- ビリー・ゼイン
- ウィノナ・ライダー（朴璐美）
- ヴィクトリア・ベッカム
- クラウディア・シファー
- カルマン・キャス
- フランキー・ライダー
- ドナルド・トランプ
- ハイディ・クルム
- レニー・クラヴィッツ
- スティーヴン・ドーフ

- キューバ・グッディング・ジュニア（楠大典）
- ナタリー・ポートマン（落合るみ）
- パリス・ヒルトン
- カール・ラガーフェルド
- ドナテラ・ヴェルサーチ
- クリスチャン・スレーター
- リル・キム
- トミー・ヒルフィガー
- グウェン・ステファニー
- エマ・バントン

- タイソン・ベックフォード
- ギャリー・シャンドリング
- フレッド・ダースト
- ルーカス・ハース
- サンドラ・バーンハード
- ジェームズ・マースデン
- ランス・バス
- ヴェロニカ・ウェッブ
- マーク・ロンソン
- ギャヴィン・ロスデイル
- ファビオ・ランツォーニ（英語版）

## 備考
- オリバー・ストーン監督の『ワールド・トレード・センター』で、本作の看板を見ることができる。
- 2016年には、続編『ズーランダー NO.2（Zoolander 2）』が公開された。